# Giovanni Battista De Lotto
Giovanni Battista De Lotto, detto Tita Minoto (San Vito di Cadore, 25 febbraio 1841 – San Vito di Cadore, 12 marzo 1924), è stato un intagliatore italiano.
Trascorse la gioventù a Venezia presso uno zio ed entrò nella bottega di Valentino Panciera Besarel. Collaborò con quest'ultimo per circa vent'anni, ma successivamente lavorò in piena autonomia. All'inizio del Novecento, per ragioni economiche, dovette tornare nel paese natale.
Fu un artista assai produttivo e lavorò principalmente per le chiese del Bellunese. Delle sue opere si citano l'altare della Madonna per la parrocchiale di San Nicolò Vescovo a Fusine, la Beata Vergine della Salute per la parrocchiale di Brische, la Vergine per la chiesa della Difesa di San Vito, Sant'Antonio da Padova per la parrocchiale di Borca di Cadore, San Rocco e San Sebastiano per la chiesa di Valle di Cadore, San Lorenzo e Santo Stefano per la parrocchiale di Lozzo di Cadore.
Dalla moglie Maria Fiori ebbe sette figli. Due di questi ne seguirono le orme divenendo scultori: Tito, autore di alcuni crocifissi conservati nelle chiese di San Vito, e il più celebre Annibale.